# Carlby
Carlby – wieś w Anglii, w hrabstwie Lincolnshire, w dystrykcie South Kesteven. Leży 60 km na południe od Lincoln i 134 km na północ od Londynu.